# ZX Microdrive

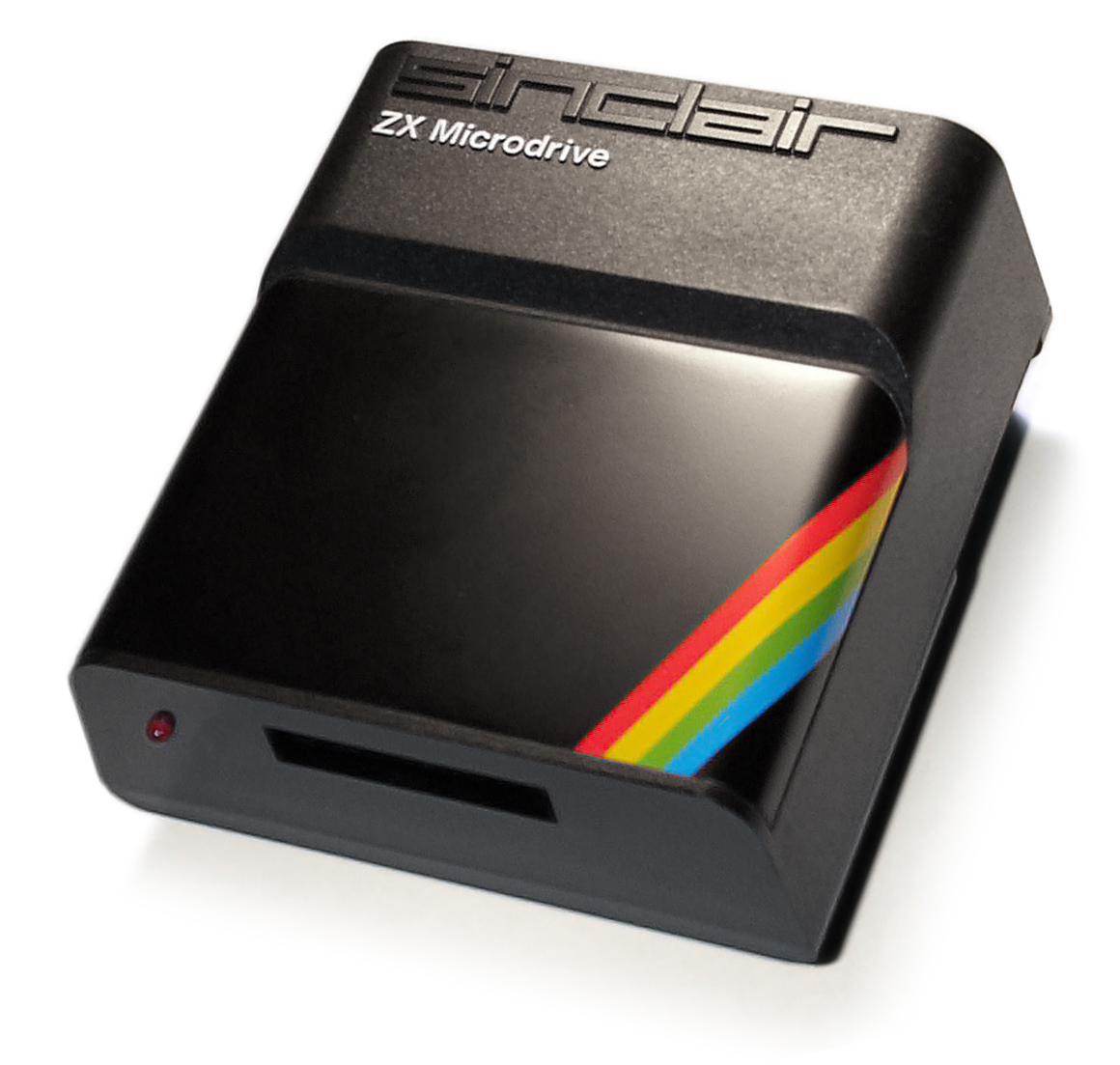
Привід ZX Microdrive

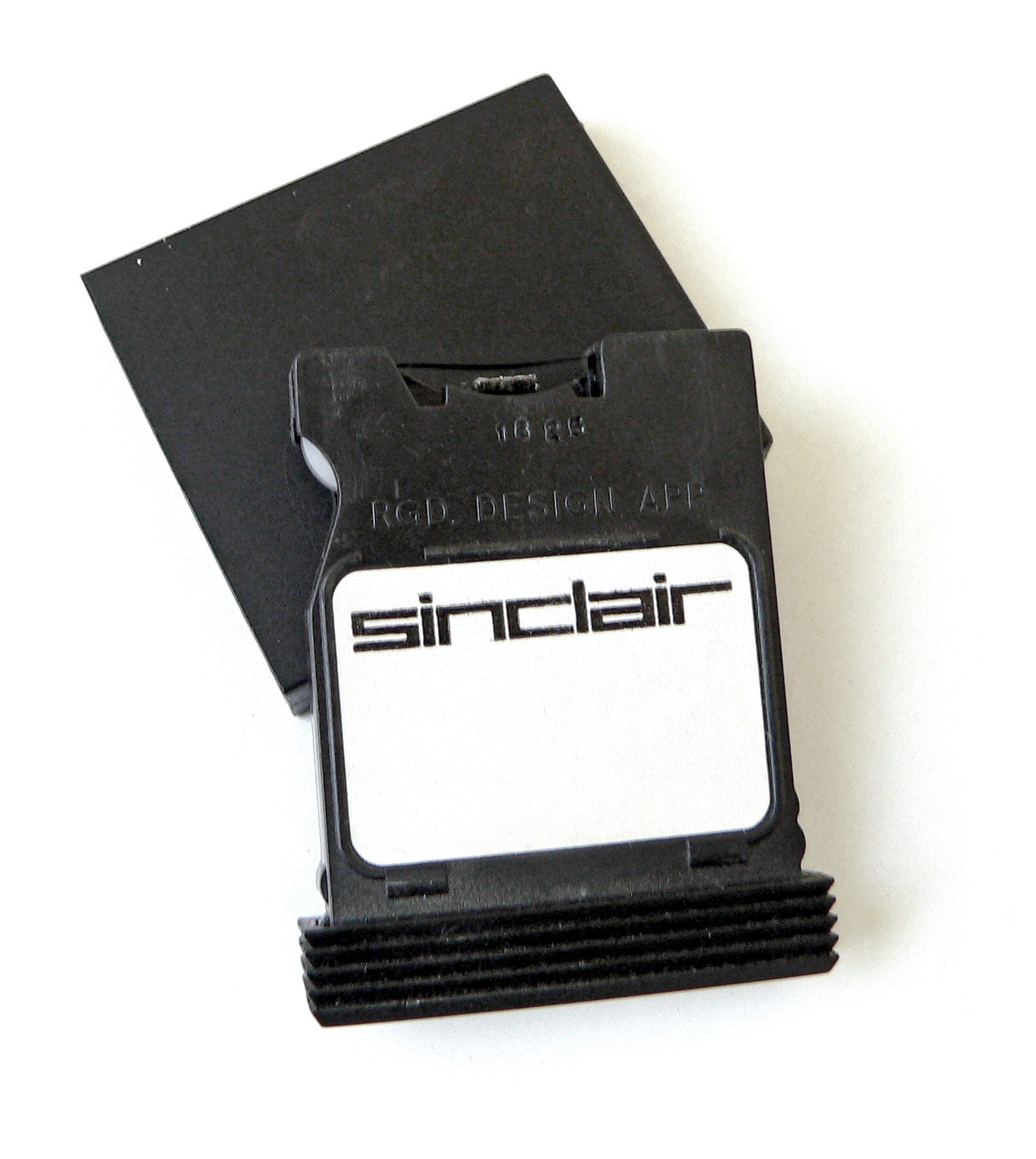
Картридж Microdrive

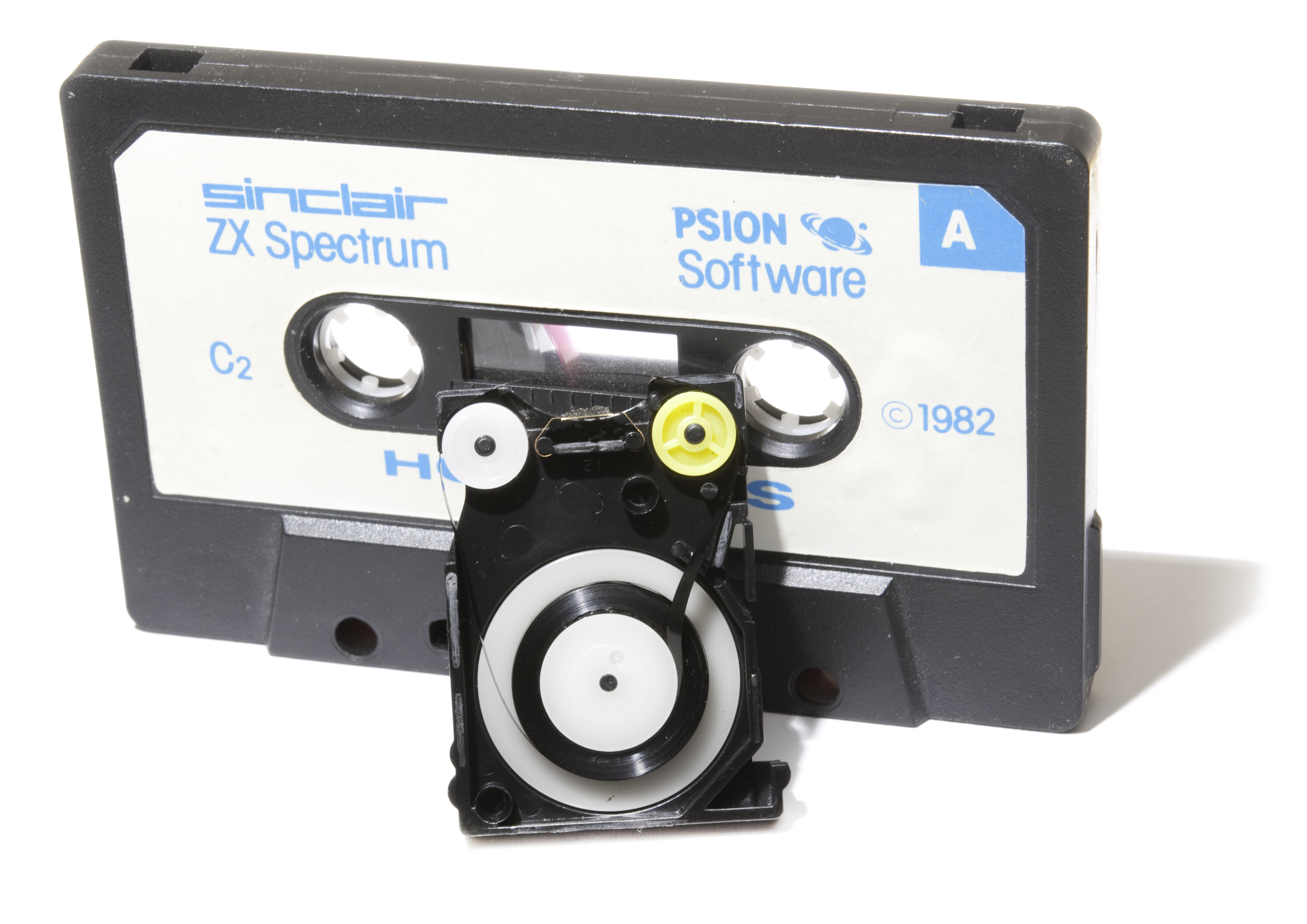
Картридж всередині. Поряд компакт-касета для порівняння.

ZX Microdrive («мікродрайв») — накопичувач на магнітній стрічці (стример), представлений фірмою Sinclair Research у липні 1983 року для комп'ютерів серії ZX Spectrum.
Microdrive було запропоновано як дешевшу альтернативу флоппі-дискам і дисководам, але в підсумку надійність апарату вийшла досить низькою, як і швидкість обміну. Технологія Microdrive пізніше знайшла також заснування у персональних комп'ютерах Sinclair QL і ICL One Per Desk. Мінімальна ємність картриджа магнітної стрічки у Microdrive становила 85 кілобайт.

## Розробка
Вважається[ким?], що концепцію мікродрайва запропонував Ендрю Ґріллет (англ. Andrew Grillet) на інтерв'ю з Sinclair Research 1974-го року. Ґріллет запропонував «варіант системи Learjet Stereo 8, модифікований для протоколу Kansas City standard і з ємністю 2×64k». Ґріллет знайшов більш високооплачувану роботу у Xerox Corporation, і ніколи не працював на Sinclair Research. Розробку апаратури ZX Microdrive для Sinclair здійснили інженери Джим Вествуд, Девід Саутворд і Бен Чіз у 1982 році.

## Пристрій
Як і інша продукція Sinclair Research, ZX Microdrive був порівняно дешевим (£ 49,95 на початку) і технологічно інноваційним, але водночас досить обмеженим.
Для під'єднання мікродрайва до комп'ютера був потрібен спеціальний блок ZX Interface 1, що також коштував £49,95 (Interface 1 можна було придбати у комплекті з Microdrive за  £79,95).
Пізніше, у березні 1985 року, було представлено ZX Spectrum Expansion System (початкова ціна £99,95), що складалася з Interface 1, Microdrive, чистого картриджа і кількох записаних картриджів, де містилося таке програмове забезпечення, як текстовий редактор Tasword Two і система керування базою даних Masterfile, ігри від Quicksilva  Games Designer і Ant Attack, і ще один англ. introductory cartridge.
До Interface 1 можна було під'єднати «ланцюжком» до восьми мікродрайвів.

## Технологія
У мікродрайвах використовувалися маленькі (44 × 34 × 8 мм, включно з чохлом) картриджі, що містили 5 метрів магнітної стрічки шириною 1,9 мм, з'єднаної у кільце. У приводі стрічка переміщувалася біля голівки зі швидкістю 76 сантиметрів за секунду, таким чином повністю стрічка промотувалася приблизно за 8 секунд.
Новий картридж мав ємність 85 кілобайт (точна ємність залежала від кількості «поганих секторів» і від швидкості двигуна Microdrive під час форматування).
Дані передавалися зі швидкістю 15 кілобайт за секунду (тобто 120 кілобіт/c). Якщо свіжий картридж форматувався користувачем кілька разів поспіль, його ємність незначно збільшувалася за рахунок розтягування стрічки.[джерело?]
На жаль, репутація системи була не дуже доброю через проблеми з надійністю.
Після деякого часу стрічка розтягувалася і зрештою записані дані відмовлялися зчитуватися. Так званий «захист від запису» був реалізований чисто програмно, що означало, що за 8 секунд всі дані могли бути знищені програмою (в результаті збою чи навмисне).[джерело?]
Картриджі були досить дорогими (спочатку продавалися за ціною £4,95, пізніше по £1,99). Схожа технологія застосовувалася і для інших комп'ютерів (наприклад, Rotronics Wafadrive і stringy floppy).

## QL Microdrive

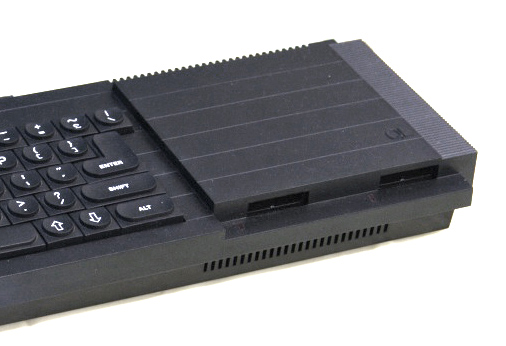
Комп'ютер Sinclair QL з двома внутрішніми мікродрайвами

Мікродрайви також знайшли застосування у новішому комп'ютері Sinclair QL — два приводи було вбудовано всередину корпуса машини. Вони були схожими на ZX Microdrive, але логічний формат запису був іншим, що дозволило записувати до 100 кілобайт на картридж. Механічно приводи і картриджі були однакові, але швидкість протягування стрічки була дещо меншою, а двигун розкручувався плавно (на відміну від «миттєвого» пуску і зупинки двигуна у ZX Microdrive, що дуже негативно впливало на стрічку). Шина Microdrive у Sinclair QL дозволяла під'єднувати до шести зовнішніх приводів, які, втім, ніколи не вироблялися (оригінальний ZX Microdrive теж можна було під'єднати, але потрібні були деякі маніпуляції з кабелем).
Крім QL подвійні внутрішні мікродрайви були також присутні у системі ICL One Per Desk (також називалася Merlin Tonto і Telecom Australia Computerphone). Дані драйви зазнали суттєвого вдосконалення у ICL, мали кращу надійність, але не були сумісними ні з ZX, ні з QL мікродрайвами.

## Див.також
- Stringy floppy — схожа система для комп'ютерів TRS-80